# Американская академия кикбоксинга
Американская академия кикбоксинга (АКА) — спортивный клуб, в котором тренируются бойцы смешанных боевых искусств. Долгое время в нём тренировался Хабиб Нурмагомедов. Возглавляет клуб Хавьер Мендес. Кроме российского бойца несколько представителей UFC — в том числе чемпионов — занимались в АКА. Среди них: Даниэль Кормье, Кейн Веласкес, Люк Рокхольд и другие. У АКА есть несколько наград: лучший зал 2015 года по версии MMA Junkie и 2018 года по версии Combat Press.

## Спор с Ultimate Fighting Championship
В 2008 году AKA участвовала в кратком споре с президентом Ultimate Fighting Championship (UFC) Дана Уайт по поводу исключительных лицензионных прав на видеоигру UFC. Члены AKA, подписавшие контракт с UFC, включая Джон Фитч, Christian Wellisch, Джош Кошек и бывший чемпион UFC в супертяжелом весе Кейн Веласкес отказались подписать эксклюзивный пожизненный контракт на свои лицензии на видеоигры с UFC, в результате чего они быть исключенным из состава UFC. В течение 24 часов спор был разрешен, и все бойцы снова присоединились к организации.
Представительство клуба есть в Таиланде.